# Męczeństwo Piotra
Męczeństwo Piotra – grecki apokryf Nowego Testamentu, dotyczący męczeńskiej śmierci Piotra Apostoła.

## Charakterystyka
Utwór powstał prawdopodobnie w Rzymie w IV lub V wieku i jest oparty na Dziejach Piotra, jednakże włączono lokalne tradycje. Rzekomym autorem dzieła miał być Linus, drugi papież, który miał go adresować do Kościołów wschodnich. Pierwszym wydawcą apokryfu był Jacques Lefèvre d’Étaples w 1512 roku.
Odrębnym apokryfem jest Męczeństwo Piotra będące częścią Dziejów Piotra, a także Męczeństwo Piotra Pseudo-Marcellusa, znane także jako Dzieje Piotra i Pawła.

## Treść
Nauczający w Rzymie Piotr zjednał sobie grono zwolenników, w tym kobiet, które pod wpływem jego nauk odmawiały współżycia z mężami. Do tych kobiet należały nałożnice prefekta imieniem Agryppa oraz żona Albinusa – przyjaciela cesarza. Z tego powodu Agryppa i Albinus chcieli zgładzić Piotra. Powziąwszy wiadomości o tym, uczniowie Piotra – na czele z Marcellusem – skutecznie przekonali go, aby opuścił Rzym. Wychodząc z Rzymu, Piotr spotkał Jezusa i zadał mu pytanie „Panie, dokąd idziesz?”. Po oznajmieniu Chrystusa, że ten idzie do Rzymu powtórnie zostać ukrzyżowanym, Piotr zawrócił i zgodził się na męczeńską śmierć z rąk Agryppy. Apostoł, nie czując się godnym być ukrzyżowanym tak jak Jezus, poprosił o ukrzyżowanie głową w dół. Z krzyża udzielił ostatnich pouczeń i skonał. Po śmierci ukazał się Marcellusowi, który go pochował. Z kolei Neron pozbawił Agryppę urzędu za wykonanie wyroku bez zgody cesarza.